# Talismã

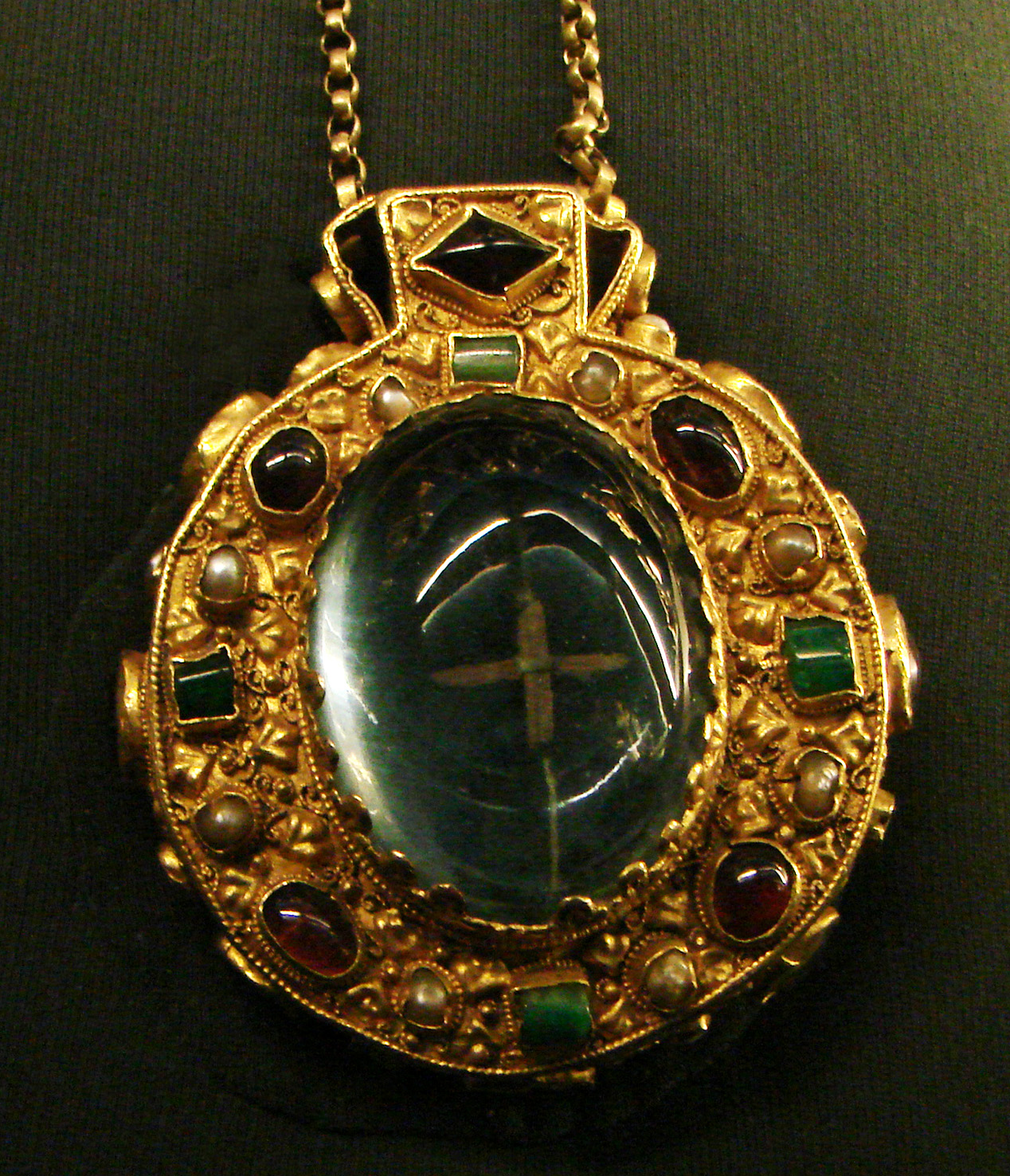
O talismã de Carlos Magno, também um relicário, aparentemente foi encontrado em seu corpo quando seu túmulo foi aberto

Um talismã é um objeto que, segundo a crença do usuário, possui propriedades mágicas que fornecem poder, energia e benefícios específicos ao possuidor. Segundo a organização Ordem Hermética da Aurora Dourada, um talismã é definido como "uma figura mágica carregada com a força que se destina a representar".

## Etimologia

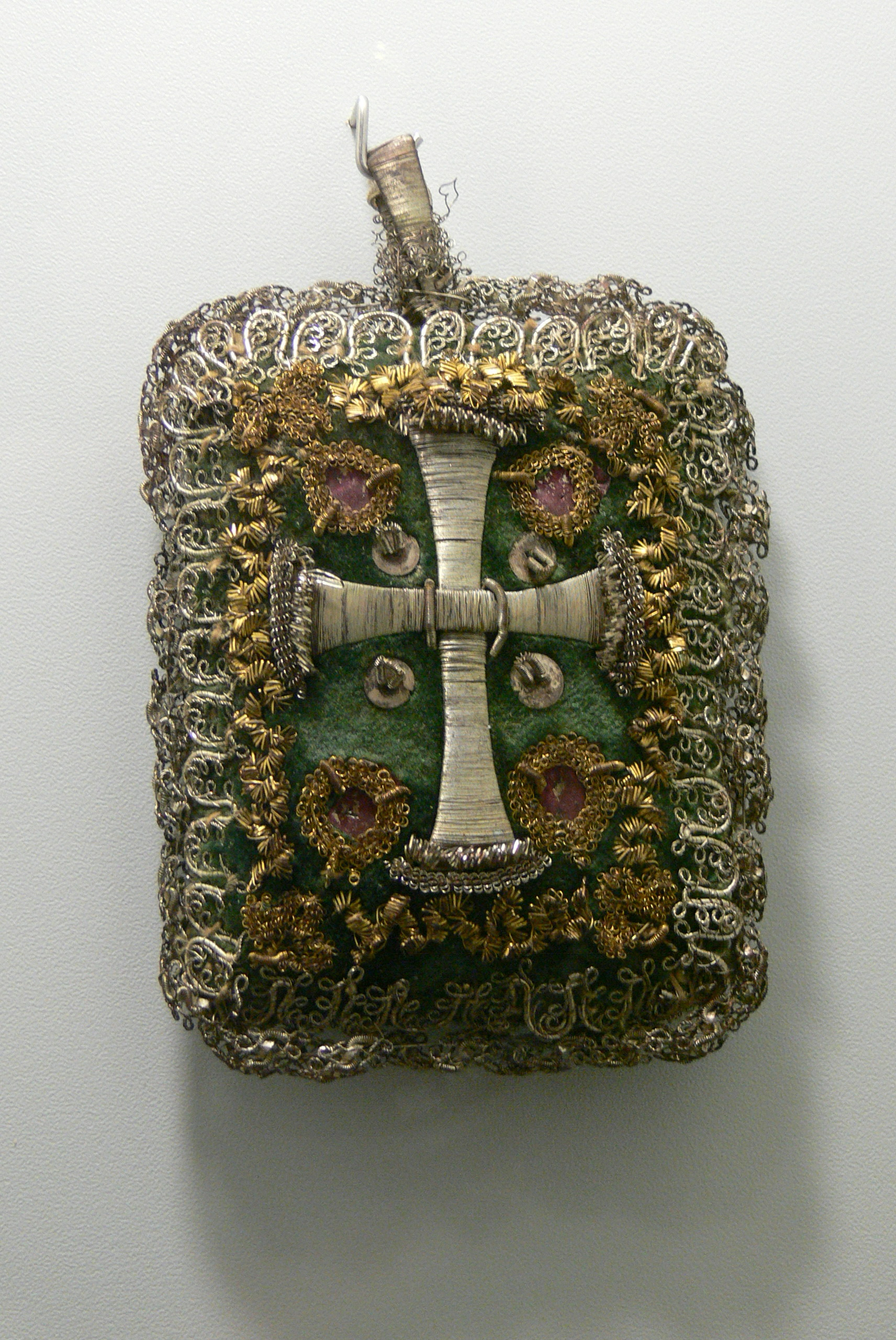
Talismã cristão (Breverl), século XVIII

A palavra talismã vem do francês talisman, do árabe tilism (طلسم, plural طلاسم talassim), que vem do grego antigo telesma (τέλεσμα), significando "conclusão, rito religioso, pagamento", e do verbo teleō (τελέω), "concluo, faço um ritual".

## Preparação de talismãs
As escolas mágicas tradicionais aconselham que um talismã seja criado pela pessoa que planeja usá-lo.[carece de fontes?] Diz-se também que a pessoa que faz o talismã deve ser bem versada no simbolismo das forças elementares e planetárias. Por exemplo, vários talismãs medievais conhecidos apresentavam sinais e símbolos geomânticos em relação aos símbolos dos planetas, que também são frequentemente usados na adivinhação geomântica e na alquimia.
Outros recursos com associações mágicas — como cores, aromas, simbologia, padrões e figuras cabalísticas — podem ser integrados à criação de um talismã, além do simbolismo planetário ou elementar escolhido. No entanto, estes devem ser usados em harmonia com a força elementar ou planetária escolhida para amplificar o poder pretendido do talismã. Também é possível adicionar um toque pessoal ao talismã, incorporando um verso, inscrição ou padrão que tenha um significado particular para o criador. Essas inscrições podem ser sigilos (emblemas mágicos), versículos da Bíblia ou sonetos, mas também devem estar em harmonia com o propósito original do talismã.

## Uso de talismãs na medicina medieval

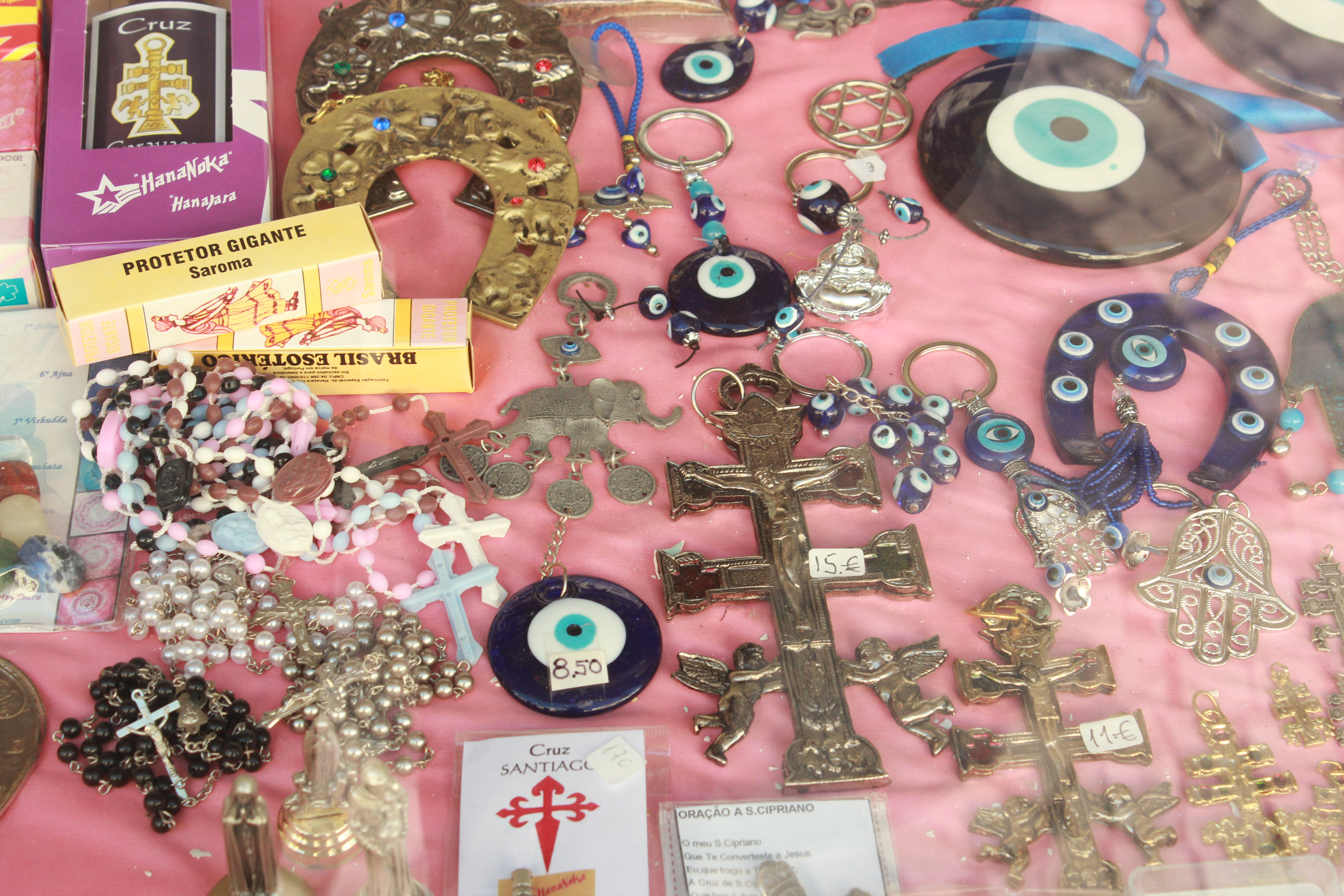
Diversos tipos de talismãs numa vitrine de uma loja de apetrechos religiosos no Porto, Portugal.

Lea Olsan escreve sobre o uso de amuletos e talismãs, conforme prescrito por médicos no período medieval. Ela observa que o uso de tais encantos e orações "raramente era um tratamento de escolha" porque esses tratamentos não podiam ser devidamente justificados no domínio dos ensinamentos médicos de Galeno. Seu uso, no entanto, era normalmente considerado aceitável; referências a amuletos eram comuns na literatura médica medieval.
Por exemplo, um conhecido médico medieval, Gilberto, escreve sobre a necessidade de usar um talismã para garantir a concepção de uma criança. Ele descreve o processo de produção desse tipo de talismã como "[...] escrevendo palavras, algumas ininterruptas, outras bíblicas, em um pergaminho a ser pendurado no pescoço do homem ou mulher durante a relação sexual".

## Exemplos

### Zulfiqar
Zulfiqar, a espada mágica de Ali, era frequentemente retratada em bandeiras otomanas, especialmente quando usada pela cavalaria janízara, nos séculos XVI e XVII.
Esta versão da oração completa de Zulfiqar também é frequentemente encontrada nos talismãs dos guerreiros Quizilbache:
| شاه مردان، شیر یزدان، قدرت خدا، لا فتى إلا علي، لا سيف إلا ذو الفقار، | ''Shah-e-Mardan, Sher-e-Yazdan, Qudrat-e-Khuda, Lafata illa Ali; La Saifa illa Zulfiqar.'' | "Líder de homens de armas, O leão de Yazdan (um nome de Deus em língua persa), Pode pelo mais alto (Deus), Não há ninguém como Ali; Nenhuma espada como Zulfiqar. |

Um registro de Live like Ali, die like Hussein, como parte de uma inscrição talismânica mais longa, foi publicado por Tewfik Canaan em The Decipherment of Persian and sometimes Arabic Talismans (1938). 

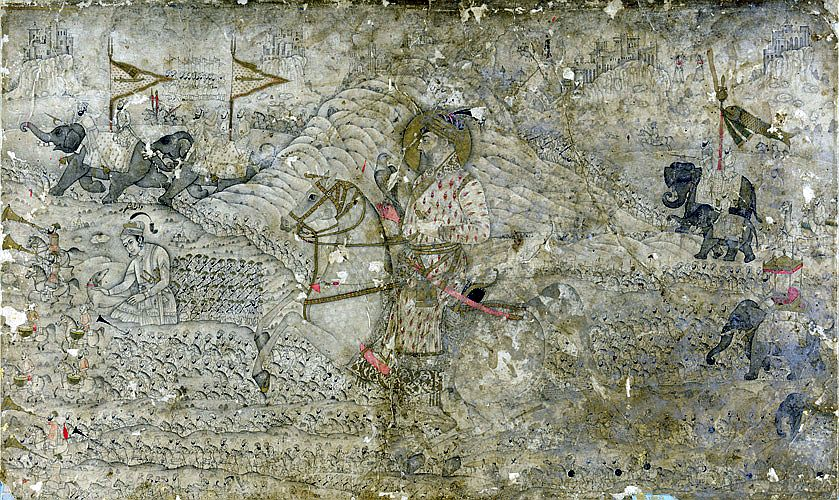
O imperador mogol Xá Jeã liderando o Exército Mogol. No canto superior esquerdo, os elefantes de guerra carregam emblemas da lendária Zulfiqar.
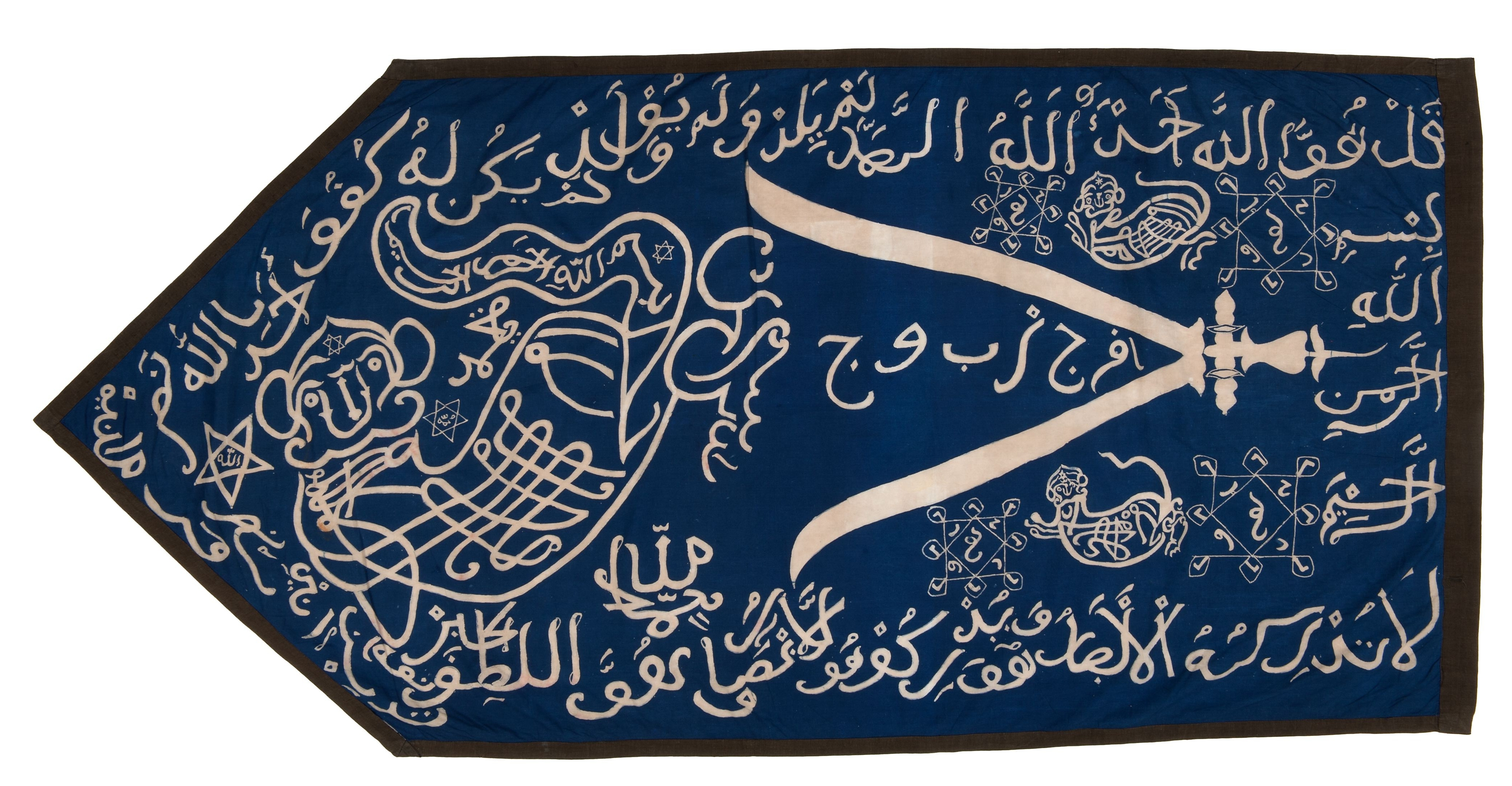
Uma bandeira de Cirebon com a Zulfiqar e Ali representado como um leão (datado do final do século XVIII ou XIX).
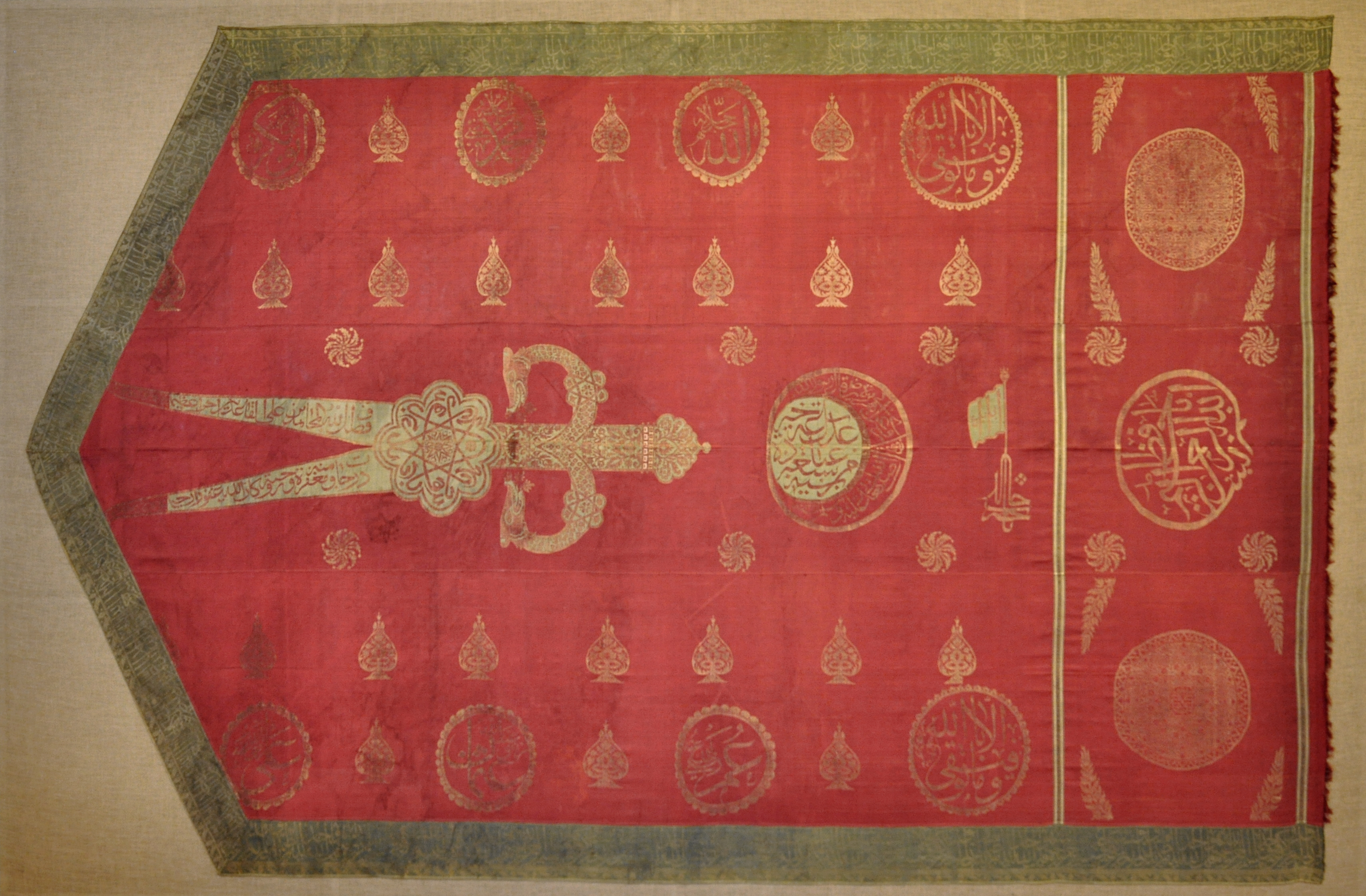
Uma bandeira otomana do início do século XIX contendo a Zulfiqar.

### Selo de Salomão

Selo de Salomão

O Selo de Salomão, também conhecido como triângulo entrelaçado, é outro antigo talismã e amuleto que tem sido comumente usado em várias religiões. Considerado o emblema pelo qual o rei Salomão governava os gênios, não poderia ter se originado com ele. Seu uso foi traçado em diferentes culturas muito antes da Dispensação Judaica. Como talismã, acreditava-se ser todo-poderoso, o símbolo ideal do absoluto, e era usado para proteção contra todas as fatalidades, ameaças e problemas, e para proteger seu usuário de todo o mal. Em sua constituição, o triângulo com seu ápice para cima representa o bem e, com o triângulo invertido, o mal.
O triângulo com seu ápice para cima era típico da Trindade, figuras que ocorrem em várias religiões. Na Índia, China e Japão, seus três ângulos representam Brama, Vixnu e Xiva, o Criador, Preservador e Destruidor ou Re-gerador. No Antigo Egito, representava as divindades Osíris, Ísis e Hórus. No cristianismo, representava a Santíssima Trindade. Como um todo, representa os elementos do fogo e do espírito, compostos pelas três virtudes (amor, verdade e sabedoria). O triângulo com seu ápice para baixo simbolizava o elemento água e tipificava o mundo material, ou os três inimigos da alma: o mundo, a carne e o diabo, e os pecados capitais, inveja, ódio e malícia. Portanto, os dois triângulos entrelaçados representam a vitória do espírito sobre a matéria. As primeiras culturas que contribuíram para a civilização ocidental acreditavam que o Selo de Salomão era um talismã e amuleto todo-poderoso, especialmente quando usado com uma cruz tau, o yodh hebraico ou a Crux Ansata egípcia no centro.:19–20

### Pergaminho Talismânico

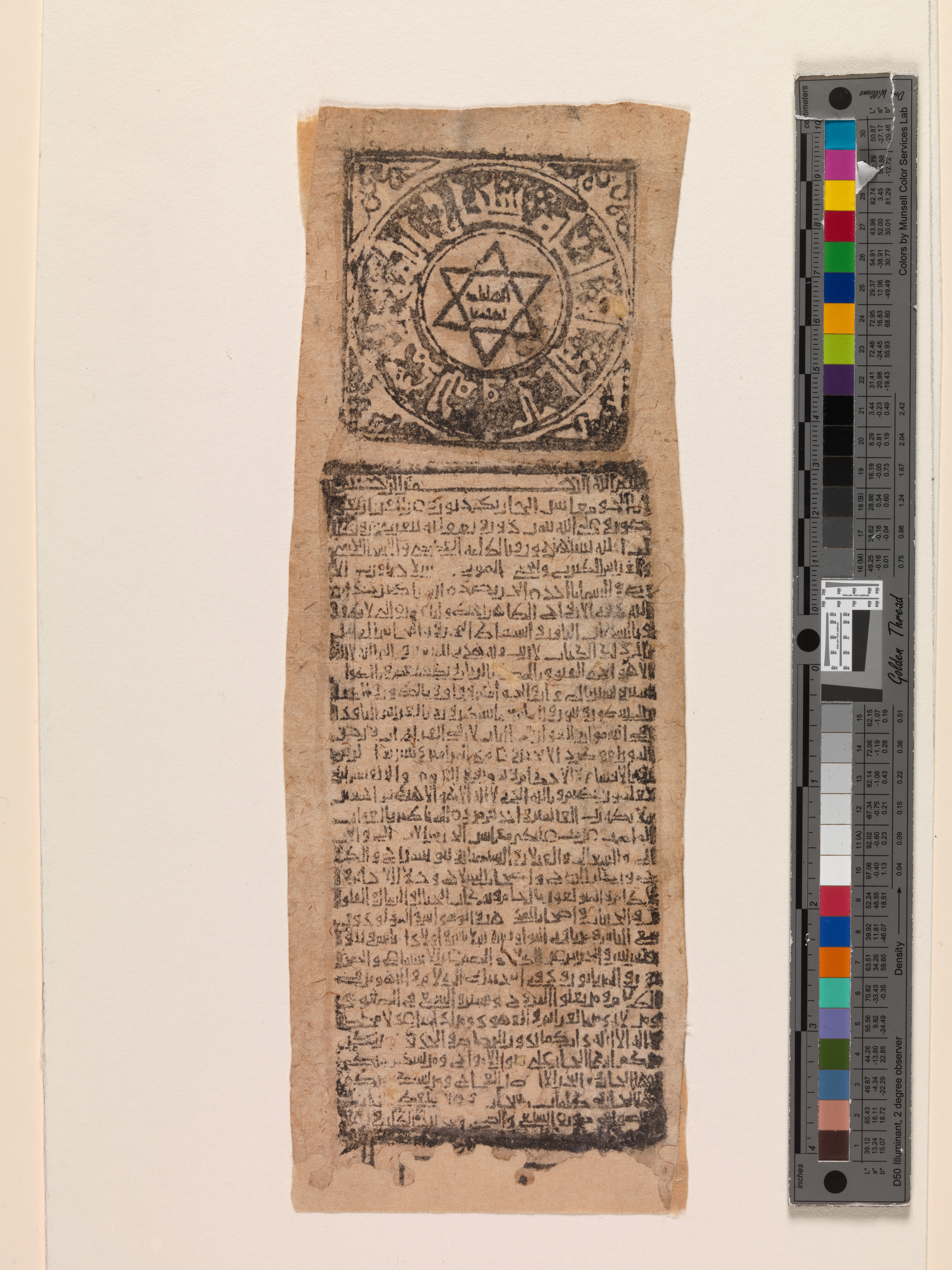
Pergaminho Talismânico

Esse objeto, um Pergaminho Talismânico, datado do século XI, foi descoberto no Egito e produzido no Califado Fatímida (909-1171 CE). Ele reside na coleção do Metropolitan Museum of Art (Nova Iorque) juntamente com vários outros amuletos e talismãs islâmicos medievais que foram doados ao museu pela família Abemayor em 1978. Aproximadamente nove por três polegadas de tamanho, o rolo de papel em miniatura contém uma combinação de orações e versículos do Alcorão e foi criado para ser colocado em uma caixa de amuleto. Esta gravura em bloco traz o cúfico, a mais antiga caligrafia árabe, bem como o Selo de Salomão, uma estrela com seis pontos que foi identificada em um grande número de obras de arte islâmicas do período.

### Suástica
A suástica, um dos mais antigos e difundidos talismãs conhecidos, contém registros que datam da Idade da Pedra e foi encontrada incisão em instrumentos de pedra desta época. Pode ser encontrado em todas as partes do Velho e Novo Mundo, e nas ruínas e remanescentes mais pré-históricos. Apesar da afirmação de alguns escritores de que foi usada pelos egípcios, há pouca evidência para sugerir que eles a usaram e ela não foi encontrada entre seus restos mortais.
Ambas as formas, com os braços virados para a esquerda e para a direita, parecem igualmente comuns. Nas paredes de pedra das cavernas budistas da Índia, que apresentam muitos dos símbolos, os braços são frequentemente virados para os dois lados na mesma inscrição.:15

### Uraniborg
O edifício científico renascentista Uraniborg foi interpretado como um talismã astrológico para apoiar o trabalho e a saúde dos estudiosos que trabalham dentro dele, projetados usando o mecanismo teórico de influência astrológica de Marsílio Ficino. As proporções de comprimento que o designer, o astrólogo e alquimista Tycho Brahe, trabalharam no edifício e em seus jardins correspondem àquelas que Heinrich Cornelius Agrippa associou a Júpiter e ao sol. Essa escolha teria neutralizado a tendência dos estudiosos de ser fleumática, melancólica e excessivamente influenciada pelo planeta Saturno.